# مانجاکاوارادرانو
مانجاکاوارادرانو (به لاتین: Manjakavaradrano) یک منطقهٔ مسکونی در ماداگاسکار است که در آمبوهیدراتریمو واقع شده‌است. مانجاکاوارادرانو ۵٬۷۵۰ نفر جمعیت دارد.